# Речеви актове
Речевият акт е термин в лингвистиката и философията на езика, като конкретните дефиниции варират.
1. Речевият акт като илокуционен акт. Следвайки, например, Джон Сърл, речевият акт се смята, че се отнася до същото, както и термина илокуционен акт, който Джон Остин оригинално въвежда в книгата си Как да правим нещата с думи (публикувана през 1962).
2. В компютърната наука. Изчислителните модели на речеви актове на разговор човек-компютър биват разработвани, като теорията на речевите актове се използва за модел на разговор за автоматизирана класификация и обработка на информация.